# 기미촌 (오카야마현)
기미촌(木見村)은 오카야마현 고지마군에 있던 촌이다. 현재의 구라시키시에 해당한다.

## 역사
- 1889년 6월 1일 - 정촌제 시행에 의해 고지마군 기미촌이 성립하였다.
- 1906년 4월 1일 -  기미촌이 분할해 후쿠오카촌, 히코사키촌 (일부)와 합병해 고나이촌이 신설, 오아자 야마무라는 다노쿠치촌에 편입해 폐지되었다.

## 참고문헌
- 角川日本地名大辞典 33 岡山県
- 『市町村名変遷辞典』東京堂出版、1990年。